# Livländische Reimchronik
Die Livländische Reimchronik ist ein überlieferter Bericht über die Ereignisse in Livland im 12. und 13. Jahrhundert. Der Berichterstatter nutzte für diese Chronik die im Mittelalter in Westeuropa verbreitete Form der Reimchronik. Sie ist in mittelhochdeutscher Sprache verfasst. 
Die Livländische Reimchronik beschreibt die Taten des Deutschen Ordens beginnend ab 1143 bis um das Jahr 1290.
Die späteren Taten des Deutschen Ordens in Livland werden durch „Die jüngere livländische Reimchronik“ beschrieben. Diese widmet sich den Jahren 1315 bis 1348.

## Autor
Der Autor der Livländischen Reimchronik ist unbekannt. Auf der Grundlage von Anmerkungen in der Rigaer Überlieferung wurde ursprünglich Ditleb von Alnpeke als Autor vermutet. Die Anmerkungen stellten sich jedoch als in späterer Zeit hinzugefügt heraus. Somit gilt nur noch als gesichert, dass der unbekannte Autor in der Zeit um 1278 bis 1279 in Livland gewesen sein muss, vermutlich im Dienste des Deutschen Ordens, wahrscheinlich als Herold. Dadurch war es ihm vergönnt, durch das Land zu reisen und Augenzeuge verschiedener Ereignisse zu werden.

## Inhalt
Es werden Ereignisse von 1143 bis 1291 beschrieben. So enthalten die Verse 2065 bis 2294 Beschreibungen der Schlacht auf dem Peipussee.
Die Verse 9225 bis 9233 informieren über die damalige Flagge der Letten.

## Ausgaben
- Fragment einer Urkunde der ältesten livländischen Geschichte in Versen. Hrsg. von Lib. Bergmann. Riga 1817
- Th. Kallmeyer (Hrsg.): Ditleb's von Alnpeke Livländische Reimchronik, enthaltend Der Riterlichen Meister und Bruder zu Nieflant geschicht, nach dem Bergmannschen Drucke mit den Ergänzungen und den abweichenden Lesearten der Heidelberger Handschrift neu bearbeitet und herausgegeben,Scriptores Rerum Livonicarum, Riga und Leipzig: Eduard Frantzen, Riga und Leipzig 1853, Liborius Bergmann[2]
- Livländische Reimchronik. Hrsg. von Franz Pfeiffer. Litterarischer Verein, Stuttgart 1844 (Digitalisat; Nachdruck: Rodopi, Amsterdam 1969)
- Die jüngere livländische Reimchronik des Bartholomäus Hoeneke 1315–1348. Hrsg. v. K. Höhlbaum. Leipzig 1872
- Livländische Reimchronik. Mit Anmerkungen, Namenverzeichnis und Glossar. Hrsg. von Leo Meyer. Paderborn 1876 (Nachdruck: Olms, Hildesheim 1963)
- Liivimaa noorem riimkroonika: 1315–1348. Paralleltext auf Mittelniederdeutsch und Estnisch. Übersetzt und kommentiert von Sulev Vahtre. Tallinn: Eesti Riiklik Kirjastus, 1960
- Atskaņu hronika. Deutscher und lettischer Text. Übersetzt von Valdis Bisenieks, kommentiert von Ēvalds Mugurēvičs u. a. Zinātne, Riga 1998, ISBN 5-7966-1182-8
- Liivimaa vanem riimkroonika. Übersetzt und kommentiert von Urmas Eelmäe, wissenschaftlicher Bearbeiter Enn Tarvel. Tallinn: Argo, 2003
- Cronaca Rimata della Livonia (Livländische Reimchronik). Deutscher und italienischer Text. Übersetzt und kommentiert von Piero Bugiani. Vocifuoriscena, Viterbo 2016.

## Sekundärliteratur
- Hartmut Kugler: Über die „Livländische Reimchronik“ : Text, Gedächtnis und Topographie. In: Brüder-Grimm-Gesellschaft: Jahrbuch der Brüder-Grimm-Gesellschaft, Bd. 2 (1992), S. 85–104.
- Ditleb von Alnpeke, in: Allgemeines Schriftsteller- und Gelehrten-Lexikon der Provinzen Livland, Estland und Lettland, bearbeitet von J. F. v. Recke und C. E. Napiersky. Band I: A-F, Mitau 1827, online.
- Alan V. Murray: The structure, genre and intended audience of the Livonian Rhymed Chronicle. In: Crusade and conversion on the Baltic frontier, 1150–1500. hg. von Alan V. Murray, Aldershot 2001, S. 235–251.
- Alan V. Murray: The Livonian Rhymed Chronicle as a Transitional Text: Formulaic Language in Middle High German Verse History. In: Rilce. Revista de Filología Hispánica, Jg. 36 (2020), S. 1324–1343.
- Piero Bugiani: Le Crociate Baltiche e la Cronaca Rimata della Livonia (Livländische Reimchronik). In: Settentrione. Rivista di studi italo-finlandese, Bd. 28 (2016), S. 43–63.
- Carola L. Gottzmann / Petra Hörner: Lexikon der deutschsprachigen Literatur des Baltikums und St. Petersburgs. 3 Bände; 1Verlag Walter de Gruyter, Berlin 2007. ISBN 978-3-11-019338-1. Band 2, S. 847–850.